# Special Herbs, Vols. 7 & 8
Special Herbs, Vols. 7 & 8 è un album strumentale pubblicato da Daniel Dumile sotto lo pseudonimo Metal Fingers.  Come tutti i volumi di Special Herbs ogni traccia porta il nome di un'erba, nonostante siano presenti alcuni sample vocali.

## Tracce
1. "Safed Musli" – 3:15
2. "Emblica Officinalis" – 4:50
3. "Licorice" – 3:05
4. "Sarsaparilla" – 3:39
  - Contiene un campione da "Message from a Black Man" dei The Whatnauts
5. "Fo Ti" – 2:49
6. "Camphor" – 1:50
7. "High John" – 4:31
8. "Mandrake" – 2:34 
  - Contiene un campione da "What a Fool Believes" di Michael McDonald
9. "Devil's Shoestring" – 4:25
10. "Wormwood" – 3:19
11. "Cedar" – 3:35
12. "Buckeyes" – 3:04
13. "Chrysanthemum Flowers" – 3:54

## Altre versioni
- "Emblica Officinalis" è la versione strumentali di una parte di "Anarchist Bookstore Pt. 2" di MC Paul Barman, dall'album Paullelujah!
- "Licorice" è la versione strumentale di "Sorcerers" dei KMD, dalla compilation Shaman Work: Family Files.
- "Sarsaparilla" è la versione strumentale di "Anti-Matter" di King Geedorah featuring MF DOOM e Mr. Fantastik, dall'album Take Me to Your Leader.
- "Wormwood" è la versione strumentale di  "Lockjaw" di King Geedorah featuring Trunks, e di "One Smart Nigger" di King Geedorah.
- "Buckeyes" è la versione strumentale di "Fazers" di King Geedorah.
- "Chrysanthemum Flowers" è la versione strumentale di Outro, dall'album Spitkicker Presents: The Next Spit Vol. 3.